# 山内勉
山内 勉（やまうち つとむ、1960年9月21日 - ）は、日本の俳優、声優、脚本家、演出家。大阪府堺市出身。身長160cm、体重78kg。大阪市立大学経済学部卒業。ブロードウェイ・バウンズ所属兼社長。以前はMC企画、プロダクション・タンクに所属していた。“創造集団”生活向上委員会主宰。俳優としては山内 ツトム名義で活動している。

## 出演作品

### 映画
- 血と骨 ※方言指導担当。
- DeepLove アユの物語
- 裸のいとこ
- 潜伏

### テレビドラマ
- ファイト
- 相棒（テレビ朝日）
  - 相棒 Season 2 第15話「雪原の殺意」（2004年） - 売春客 役
  - 相棒 Season 3 第12話「予告殺人〜狙われた美人姉妹の謎」（2005年） - タクシー会社上司 役
  - 相棒 Season 4 第7話「波紋」（2005年） - アパートの大家 役
- はみだし刑事情熱系
- 世にも奇妙な物語
- ケータイ刑事 銭形零
- ウルトラマンダイナ 第36話「滅びの微笑（後編）」（1998年、MBS） - ホリイ・マサル 役
- ふたりっ子
- 愛をみつけた
- 大江戸弁護人走る!
- 海に帰る日 完全版
- 暴れん坊ママ（2007年） - 植松義彦 役
- オルトロスの犬 第6話（2009年8月28日、TBS） - 患者 役
- 部長刑事マリコ（夫役）
- 悪意
- 江戸の用心棒II 第16話「危うし! 朝霞清三郎」（1996年、NTV） - 巳之助 役
- 土曜ワイド劇場

＊医龍　Team Medical  Dragon

### 舞台
- 太宰治のカチカチ山（劇団潮流）
- 越前竹人形（劇団堀ホックアカデミー）
- 飢餓海峡（関西芸術アカデミー演劇研究所）
- 蝉（劇団潮流）
- 花咲くチェリー（劇団ぼうふら）
- お月さんももいろ（劇団潮流）
- イーハトーボの劇列車（劇団潮流）

### CM
- CJプライムショッピング
- ソニー・コンピュータエンタテインメント PlayStation
- 三菱電機
- ライフカード

### ビデオ
- 首領への道1
- 難波金融伝・ミナミの帝王
- 女刑務医

### テレビアニメ
- アンデルセン・ストーリーズ
- ザ・バットマン（スペルバインダー）

### ゲーム
- キングダム ハーツII

### 吹き替え
- ER緊急救命室
  - シーズンⅩⅡ #18（マイヤーズ〈ロッキー・マクマレー〉）
  - シーズンⅩⅢ #7（ひげの老人〈ダン・リーガント〉）
- TAXI NY
- デュエリスト（ボンチュル）
- フランケンシュタイン